# Андреевка (Винницкая область)
Андре́евка (укр. Андріївка) — село на Украине, находится в Шаргородском районе Винницкой области.
Код КОАТУУ — 0525385502. Население по переписи 2001 года составляет 332 человека. Почтовый индекс — 23513. Телефонный код — 4344.
Занимает площадь 14 км².

## Адрес местного совета
23513, Винницкая область, Шаргородский район, с. Носиковка, ул. Ленина